# HMS Atlantis (P432)
Za druge ladje glejte Atlantis.
HMS Atlantis (P432) je bila podmornica razreda amphion Kraljeve vojne mornarice.
Gradnjo so naročili leta 1945 v ladjedelnici Devonport Dockyard.
Zaradi konca druge svetovne vojne ni bila dokončana.